# Zwartsluisje
Zwartsluisje is een buurtschap in de gemeente Hoeksche Waard in de Nederlandse provincie Zuid-Holland. Het ligt in het zuidwesten van de gemeente tussen Piershil en Zuid-Beijerland.

Locatie van Zwartsluisje in Korendijk.